# Gerardus 't Hooft
Gerardus 't Hooft (Den Helder, Països Baixos, 1946) és un físic i professor universitari neerlandès de la Universitat d'Utrecht, als Països Baixos. Va compartir el Premi Nobel de Física de 1999 amb el seu assessor de tesi Martinus J.G. Veltman «per dilucidar l'estructura quàntica de les interaccions electrofebles».
El seu treball se centra en la teoria de gauge, els forats negres, la gravitació quàntica i aspectes fonamentals de la mecànica quàntica. Les seves contribucions a la física inclouen una prova que les teories gauge són renormalitzables, la regularització dimensional i el principi hologràfic.

## Biografia
Gerard 't Hooft va néixer a Den Helder el 5 de juliol de 1946, però va créixer a La Haia. Era el fill mitjà d'una família de tres. Prové d'una família d'estudiosos. El seu besoncle era el premi Nobel Frits Zernike, i la seva àvia estava casada amb Pieter Nicolaas van Kampen, professor de zoologia a la Universitat de Leiden. El seu oncle Nico van Kampen era professor (emèrit) de física teòrica a la Universitat d'Utrecht, i la seva mare es va casar amb un enginyer marítim. Seguint els passos de la seva família, va mostrar interès per la ciència a una edat primerenca. Quan la seva mestra de primària li va preguntar què volia ser de gran, va respondre: «un home que ho sap tot».
Després de l'escola primària, Gerard va assistir al Dalton Lyceum, una escola que aplicava les idees del Pla Dalton, un mètode educatiu que li anava bé. Va destacar en els cursos de ciències i matemàtiques. Als setze anys va guanyar una medalla de plata a la segona Olimpíada Holandesa de Matemàtiques.

### Educació
Després que Gerard 't Hooft va aprovar els exàmens de secundària el 1964, es va matricular al programa de física de la Universitat d'Utrecht. Va optar per Utrecht en comptes de la molt més propera Leiden, perquè el seu oncle hi era professor i volia assistir a les seves conferències. Com que estava tan centrat en la ciència, el seu pare va insistir que s'unís a l'Utrechtsch Studenten Corps, una associació d'estudiants, amb l'esperança que faria alguna cosa més a part d'estudiar. Això va funcionar fins a cert punt, durant els seus estudis va ser timoner amb el seu club de rem «Triton» i va organitzar un congrés nacional per a estudiants de ciències amb el seu club de discussió científica «Christiaan Huygens».
En el curs dels seus estudis va decidir que volia entrar en allò que ell percebia com el cor de la física teòrica, les partícules elementals. Al seu oncle no li agradava l'assignatura i, en particular, els seus professionals, així que quan va arribar el moment d'escriure la seva doctoraalscriptie (antic nom de l'equivalent holandès d'una tesi de màster) el 1968, 't Hooft es va dirigir al professor recentment nomenat Martinus Veltman, que es va especialitzar en la Teoria de Yang–Mills, un tema relativament marginal en aquell moment perquè es pensava que no es podien renormalitzar. La seva tasca era estudiar l’anomalia d'Adler–Bell–Jackiw, un desajust en la teoria de la decadència dels pions neutres; Els arguments formals prohibeixen la desintegració en fotons, mentre que els càlculs i experiments pràctics van demostrar que aquesta era la forma principal de desintegració. La resolució del problema era completament desconeguda en aquell moment, i 't Hooft no va poder proporcionar-ne cap.
El 1969, 't Hooft va començar la seva investigació doctoral amb Martinus Veltman com a assessor. Treballaria en el mateix tema en què treballava Veltman, la renormalització de les teories de Yang-Mills. El 1971 es va publicar el seu primer article. En ella va mostrar com renormalitzar camps Yang–Mills sense massa, i va poder derivar relacions entre amplituds, que serien generalitzades per Andrei Slavnov i John C. Taylor, i es coneixien com les identitats Slavnov–Taylor.
El món es va fixar poc, però en Veltman es va emocionar perquè va veure que el problema en el qual havia estat treballant estava resolt. Va seguir un període d'intensa col·laboració en el qual van desenvolupar la tècnica de regularització dimensional. Aviat el segon article de 't Hooft estava llest per ser publicat, en el qual mostrava que les teories de Yang–Mills amb camps massius a causa de la ruptura espontània de la simetria es podrien renormalitzar. Aquest article els va guanyar el reconeixement mundial i, finalment, els valdria el Premi Nobel de Física l'any 1999.
Aquests dos articles van formar la base de la tesi de 't Hooft, El procediment de renormalització per a Yang–Mills Fields, i va obtenir el seu doctorat el 1972. El mateix any es va casar amb la seva dona, Albertha A. Schik, estudiant de medicina a Utrecht.

### Carrera

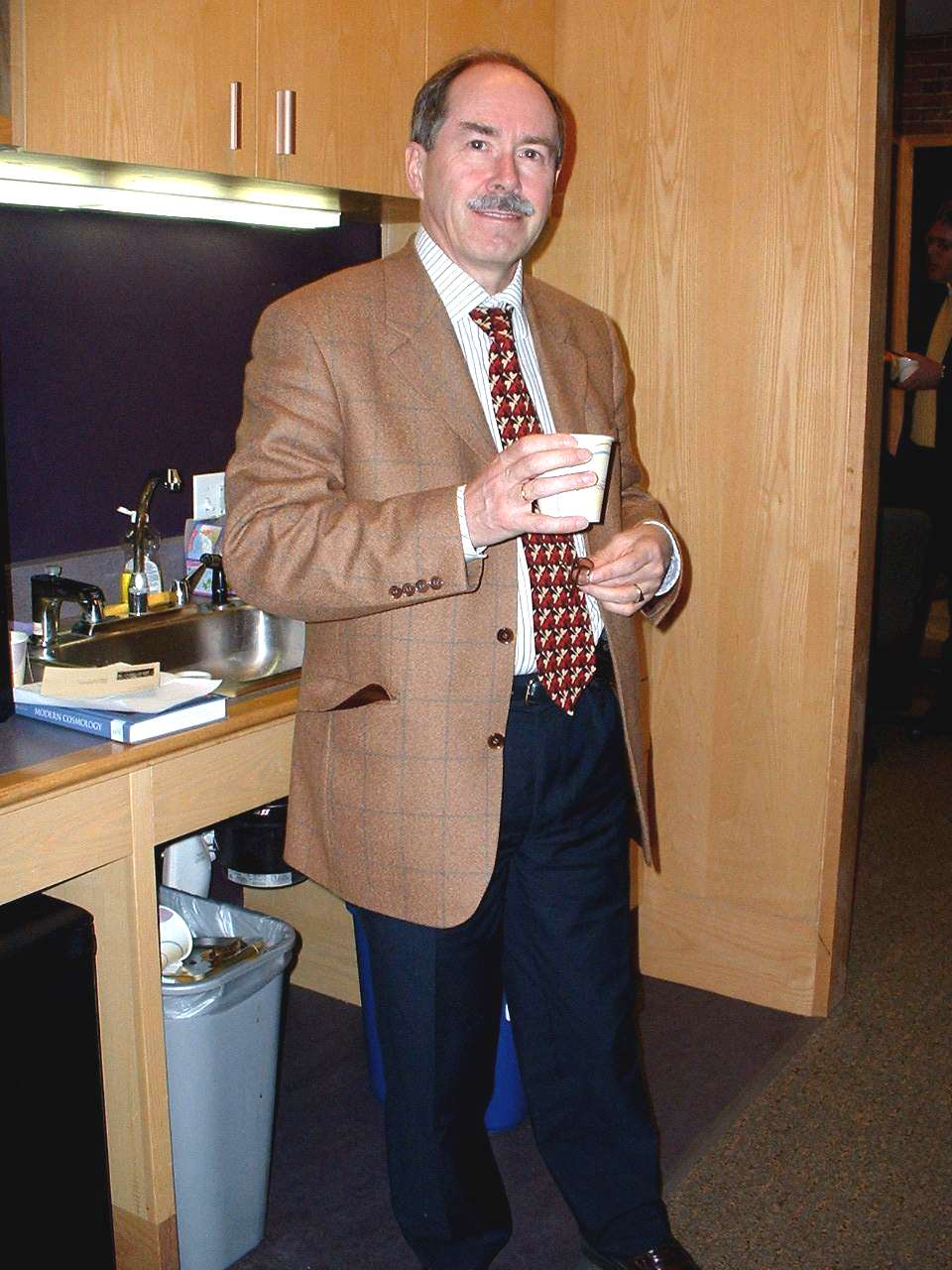
Gerard 't Hooft a Harvard

Després d'obtenir el seu doctorat, 't Hooft va anar al CERN de Ginebra, on va obtenir una beca. Va perfeccionar encara més els seus mètodes per a les teories de Yang-Mills amb Veltman (que va tornar a Ginebra). En aquest temps es va interessar per la possibilitat que la interacció forta es pogués descriure com una teoria Yang-Mills sense massa, és a dir, una del tipus que acabava de demostrar que era renormalitzable i, per tant, susceptible de càlculs detallats i comparacions amb experiments.
Segons els càlculs de 't Hooft, aquest tipus de teoria posseïa el tipus correcte de propietats d'escala (llibertat asimptòtica) que hauria de tenir aquesta teoria segons experiments de dispersió inelàstica profunda. Això era contrari a la percepció popular de les teories de Yang-Mills de l'època, que com la gravitació i l'electrodinàmica, la seva intensitat hauria de disminuir amb l'augment de la distància entre les partícules que interactuen; aquest comportament convencional amb la distància no va poder explicar els resultats de la dispersió inelàstica profunda, mentre que els càlculs de 't Hooft sí.
Quan 't Hooft va esmentar els seus resultats en una petita conferència a Marsella el 1972, Kurt Symanzik el va instar a publicar aquest resultat; però 't Hooft no ho va fer, i el resultat va ser finalment redescobert i publicat per Hugh David Politzer, David Gross i Frank Wilczek el 1973, fet que els va portar a guanyar el Premi Nobel de Física 2004.
El 1974, 't Hooft va tornar a Utrecht on es va convertir en professor ajudant. El 1976, va ser convidat per a un lloc de convidat a Stanford i un lloc a Harvard com a professor Morris Loeb. La seva filla gran, Saskia Anne, va néixer a Boston, mentre que la seva segona filla, Ellen Marga, va néixer el 1978 després de tornar a Utrecht, on va ser nomenat professor titular. L'any acadèmic 1987–1988 't Hooft va passar un any sabàtic al Departament de Física de la Universitat de Boston juntament amb Howard Georgi, Robert Jaffe i altres organitzats pel llavors nou director del Departament Lawrence Sulak.
El 2007 't Hooft es va convertir en redactor en cap de Foundations of Physics, on va intentar allunyar la revista de la controvèrsia de la teoria de l'ECE. 't Hooft va ocupar el càrrec fins al 2016.
L'1 de juliol de 2011 va ser nomenat professor distingit per la Universitat d'Utrecht.

## Honors
El 1999 't Hooft va compartir el Premi Nobel de Física amb el seu assessor de tesi Veltman per «aclarir l'estructura quàntica de les interaccions electrodèbils en física». Abans d'aquell moment la seva obra ja havia estat reconeguda per altres premis notables. L'any 1981, va rebre el premi Wolf, possiblement el premi més prestigiós de física després del premi Nobel. Cinc anys més tard va rebre la Medalla Lorentz, atorgada cada quatre anys en reconeixement de les contribucions més importants de la física teòrica. El 1995, va ser un dels primers destinataris del Spinozapremie, el màxim guardó disponible per als científics dels Països Baixos. El mateix any també va ser honrat amb una medalla Franklin. L'any 2000, 't Hooft va rebre el premi Golden Plate de l’American Academy of Achievement.
Des del seu premi Nobel, 't Hooft ha rebut una gran quantitat de premis, doctorats honoris causa i càtedres honoris causa. Va ser nomenat comandant de l'Orde del Lleó Neerlandès i oficial de la Legió d'Honor francesa. L'asteroide 9491 Thooft ha estat nomenat en el seu honor, i ha escrit una constitució per als seus futurs habitants.
És membre de la Royal Netherlands Academy of Arts and Sciences (KNAW) des de 1982, on va ser nomenat professor de l'acadèmia el 2003. També és membre estranger de moltes altres acadèmies de ciències, com ara l'Acadèmia Francesa de les Ciències, l'Acadèmia Nacional de Ciències dels Estats Units i l'Acadèmia Americana de les Arts i les Ciències i l’Institut de Física amb seu a Gran Bretanya i Irlanda.

## Recerca científica

### Teories gauge en física de partícules elementals
't Hooft és més famós per les seves contribucions al desenvolupament de les teories gauge en física de partícules. El més conegut d'ells és la prova de la seva tesi doctoral que les teories de Yang-Mills són renormalitzables, per la qual va compartir el Premi Nobel de Física de 1999. Per a aquesta prova va introduir (amb el seu assessor Veltman) la tècnica de regularització dimensional.
Després del seu doctorat, es va interessar pel paper de les teories gauge en la interacció forta, la teoria principal de la qual s'anomena cromodinàmica quàntica o QCD. Gran part de la seva investigació es va centrar en el problema del confinament del color en QCD, és a dir, el fet observacional que només s'observen partícules de color neutre a baixes energies. Això el va portar al descobriment que les teories del gauge SU(N) se simplifiquen en el límit N gran, fet que ha demostrat ser important en l'examen de la correspondència conjecturada entre les teories de cordes en un espai Anti-de Sitter i les teories de camps conformals en una dimensió inferior. En resoldre la teoria en una dimensió espacial i temporal, 't Hooft va poder derivar una fórmula per a les masses de mesons.
També va estudiar el paper de les anomenades contribucions instantó en QCD. El seu càlcul va demostrar que aquestes contribucions condueixen a una interacció entre quarks lleugers a baixes energies no presents en la teoria normal. Estudiant solucions instantànies de les teories de Yang-Mills, 't Hooft va descobrir que trencar espontàniament una teoria amb simetria SU(N) a una simetria U(1) conduirà a l'existència de monopols magnètics. Aquests monopols s'anomenen 't Hooft–Polyakov monopoles, després d’Alexander Polyakov, que de manera independent va obtenir el mateix resultat.
Com una altra peça del trencaclosques de confinament de color, 't Hooft va introduir els bucles de 't Hooft, que són el doble magnètic dels bucles de Wilson. Amb aquests operadors va poder classificar diferents fases de QCD, que formen la base del diagrama de fases QCD.

### Gravetat quàntica i forats negres
Quan Veltman i 't Hooft es van traslladar al CERN després que 't Hooft obtingués el seu doctorat, l'atenció de Veltman es va cridar sobre la possibilitat d'utilitzar les seves tècniques de regularització dimensional per al problema de quantificar la gravetat. Tot i que se sabia que la gravetat quàntica pertorbativa no era completament renormalizable, consideraven que s'havien d'aprendre lliçons importants estudiant la renormalització formal de la teoria per ordre. Aquest treball seria continuat per Stanley Deser i un altre estudiant de doctorat de Veltman, Peter van Nieuwenhuizen, que més tard van trobar patrons en els termes del comptador de renormalització, que van portar al descobriment de la supergravetat.
A la dècada de 1980, l'atenció de 't Hooft es va cridar sobre el tema de la gravetat en 3 dimensions espai-temps. Juntament amb Deser i Jackiw va publicar un article el 1984 que descrivia la dinàmica de l'espai pla on els únics graus de llibertat locals eren els defectes puntuals de propagació. La seva atenció va tornar a aquest model en diversos moments del temps, mostrant que els parells de Gott no causarien causalitat violant bucles semblants al temps, i mostrant com es podria quantificar el model. Més recentment, va proposar generalitzar aquest model pla de gravetat a trossos a 4 dimensions espai-temps.
Amb el descobriment de Stephen Hawking de la radiació dels forats negres de Hawking, semblava que l'evaporació d'aquests objectes violava una propietat fonamental de la mecànica quàntica, la unitat. 't Hooft es va negar a acceptar aquest problema, conegut com la paradoxa de la informació del forat negre, i va suposar que aquest havia de ser el resultat del tractament semiclàssic de Hawking i que no hauria d'aparèixer en una teoria completa de la gravetat quàntica. Va suggerir que seria possible estudiar algunes de les propietats d'aquesta teoria, assumint que aquesta teoria era unitària.
Utilitzant aquest enfocament, ha argumentat que prop d'un forat negre, els camps quàntics es podrien descriure mitjançant una teoria en una dimensió inferior. Això va portar a la introducció del principi hologràfic per ell i Leonard Susskind.

### Aspectes fonamentals de la mecànica quàntica
't Hooft té «opinions desviades sobre la interpretació física de la teoria quàntica». Creu que hi podria haver una explicació determinista subjacent a la mecànica quàntica. Utilitzant un model especulatiu, ha argumentat que aquesta teoria podria evitar els arguments habituals de la desigualtat de Bell que no permetrien una teoria local de variables ocultes. El 2016 va publicar una exposició de llibres de les seves idees que, segons 't Hooft, ha trobat reaccions diverses.
Interessat en l'estructura quàntica de la física de partícules, va desenvolupar un model matemàtic que va permetre als científics predir les característiques de les partícules subatòmiques que constitueixen l'univers i de les forces fonamentals a través de les quals s'obren recíprocament, i el que és anomenat interacció electrofeble.

## Reconeixements
En honor seu, s'anomenà l'asteroide (9491) Thooft descobert el 25 de març de 1971 per Cornelis Johannes van Houten, Ingrid van Houten-Groeneveld i Tom Gehrels.

## Vida personal
Està casat amb Albertha Schik (Betteke) i té dues filles, Saskia i Ellen.